# Staetherinia
Staetherinia is een geslacht van vlinders van de familie spinneruilen (Erebidae), uit de onderfamilie Lymantriinae.

## Soorten
- S. alyzia Dognin, 1920
- S. cayugana Schaus, 1920
- S. coenosa De Joannis, 1913
- S. corydona Druce, 1898
- S. dodona Druce, 1898
- S. semilutea Walker, 1866
- S. valstana Schaus, 1927